# He's So Unusual

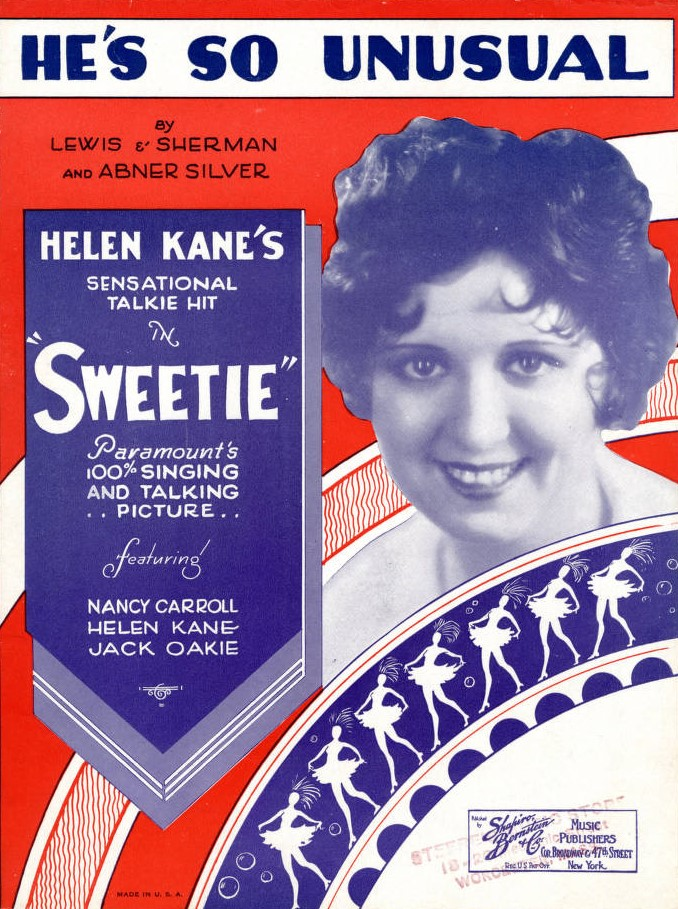
Publicité pour He's So Unusual (1929).

He's So Unusual est une chanson de la fin des années 1920, interprétée par Helen Kane, qui servait d'inspiration pour le personnage de Betty Boop.
La chanson a été écrite par Al Sherman, Al Lewis et Abner Silver. Sortie le 14 juin 1929, He's So Unusual a été représentée dans le film de cinéma, Sweetie. Shapiro, Bernstein and Co Inc., sont les éditeurs de l'enregistrement. 

## He's So Unusual(Cyndi Lauper)
La première partie de la chanson (45 secondes) a été reprise par Cyndi Lauper sur l'album She's So Unusual.